# ぬらりひょんの孫オープニングテーマEP
「ぬらりひょんの孫オープニングテーマEP」（ぬらりひょんのまごオープニングテーマイーピー）は、MONKEY MAJIKの14枚目のシングル。2010年11月24日にbinyl recordsから発売された。

## 解説
タイトルのとおり、本作はテレビアニメ『ぬらりひょんの孫』（第1期）の前・後期オープニングテーマを収録したタイアップ仕様マキシシングルCD。後期オープニングテーマとなった「Sunshine」のリリースに合わせ、2010年7月14日にリリースされたベストアルバム「MONKEY MAJIK BEST 〜10 Years & Forever〜」から初シングルカットした前期オープニング主題歌「Fast Forward」を同時収録した。オリジナルの2曲と合わせてアニメ放映時に使用された編集版も両曲とも収録されている。また初めてインストゥルメンタルが収録された。
あくまでタイアップ仕様であり、ジャケット等にMONKEY MAJIKのメンバー写真などは掲載されていない。
なお「Sunshine」は、2011年2月2日リリースの6thアルバム「westview」にも収録された。

## 収録曲
（全作詞・作曲：Maynard・Blaise、作詞：tax）
1. Sunshine [4:01]
2. Fast Forward [4:18]
3. Sunshine （TV ver.） [1:33]
4. Fast Forward （TV ver.） [1:33]
5. Sunshine （Instrumental)
6. Fast Forward （Instrumental）